# Richard Schütze
Richard Schütze (ur. 24 grudnia 1900, zm. 31 stycznia 1982) – niemiecki pilot balonowy.

## Życiorys
13 maja 1923 roku odbył pierwszy lot z Weyhmannem. Licencję otrzymał w 1924 roku. W latach 1934–38 wygrywał wyścigi kwalifikujące do uczestnictwa w zawodach o Puchar Gordona Bennetta. Uczestniczył w zawodach Pucharu Gordona Bennetta w 1932 roku(15 miejsce), w 1933 w Chicago (4 miejsce) i 1937 w Brukseli (10 miejsce) jako pilot.
18 lutego 1932 roku odbył lot balonem Ernst Brandenburg o pojemności 2200 m³ na wysokość 8800 m. Towarzyszył mu Suckstorff - naukowiec badający promieniowanie na dużych wysokościach. 19 marca 1932 wznieśli się na wysokość 8500 m, a 26 sierpnia na 7600 m. 16 czerwca 1933 roku balonem Bartsen von Sigsfeld o pojemności 9800 m³ wzniósł się na wysokość 9120 m. 